# سيمكان (مقاطعة بوانات)
سیمکان (بالفارسية: سیمکان) هي منطقة سكنية تقع في إيران في قسم سیمکان الريفي. يقدر عدد سكانها بـ 410 نسمة .